# Unterschriftenpad

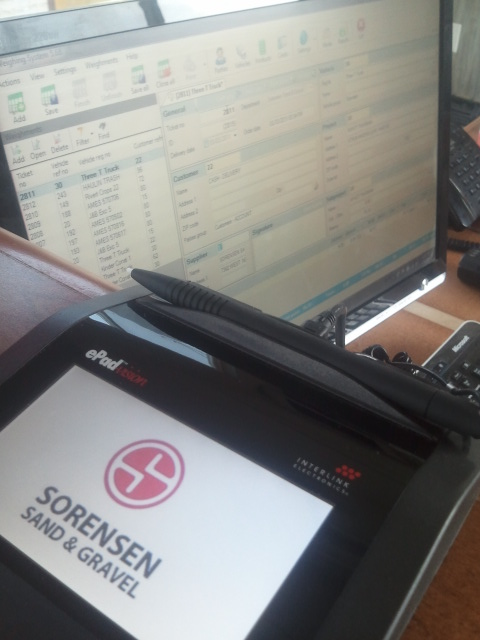
Unterschriftenpad

Ein Unterschriftenpad, Signature Pad, Signaturtablett, oder auch Pen Pad ist ein Gerät, das ausschließlich dafür entwickelt wurde, eigenhändige Unterschriften elektronisch zu erfassen. In Kombination mit digitalen Signaturen dienen elektronisch erfasste Unterschriften dazu, elektronische Dokumente zu unterzeichnen bzw. zu signieren und so einen Medienbruch vom elektronischen zum Papierdokument und zurück zu vermeiden. Soweit Pads auch die Erfassung dynamischer biometrischer Daten ermöglichen, kann bei Bedarf eine solche in der Regel verschlüsselt im elektronischen Dokument mitgeführte biometrische Unterschrift als Identifizierungsmerkmal zur späteren Identifizierung des Unterzeichners verwendet werden. 
Unterschriftenpads konnten sich flächendeckend durchsetzen und verlieren trotz Smartphones und Tablets nicht an Bedeutung. Die Verkaufszahlen steigen kontinuierlich.

## Einsatzzweck
Bisher nutzen manche Unternehmen den umständlichen und kostenintensiven Weg, elektronisch erstellte Dokumente, die unterschrieben werden müssen, auszudrucken, dann unterschreiben zu lassen, um sie anschließend für die Platz sparende Archivierung wieder einzuscannen. Dieser klassische Medienbruch von elektronisch über papierbehaftet zurück zu elektronisch ist zeitaufwendig und führt gleichzeitig zu einem Verlust der Beweiskraft beim Scannen der Unterschrift und befreit nicht von der Aufbewahrung der unterschriebenen Papierdokumente bei vielen Dokumenttypen (z. B. Verträge). 
In vielen Fällen wird dies inzwischen durch den Einsatz von Unterschriftenpads und entsprechender Signatursoftware vermieden. Elektronische Dokumente werden sowohl mittels Unterschriftenpad elektronisch unterschrieben als auch digital signiert und können dann ohne Medienbruch elektronisch abgespeichert, archiviert oder weiterverarbeitet werden.
Auf Unterschriftenpads unterzeichnet werden heute u. a. Anträge zur Eröffnung eines Kontos, zum Abschluss einer Versicherung oder eines Telekommunikationsvertrages, Belege für Einzahlungen, Auszahlungen und den elektronischen Lastschriftverkehr, Dokumente der internen Verwaltung (Genehmigungen, Leihstellungen etc.), Protokolle zum Nachweis erbrachter Serviceleistungen, die Dokumentation von Prüfvorgängen oder der Besucherverwaltung (Tagesausweise).

## Funktionsweise
Ein Unterschriftenpad erfasst je nach Hersteller neben dem hochauflösenden Schriftbild mit bis zu 1000 dpi auch den Druckverlauf mit bis zu 2048 Druckstufen sowie bei einigen Technologien die Bewegungen in der Luft (Airmovement) bis etwa Fünf cm von der Oberfläche. Die elektronische Taktung eines Unterschriftenpads – auch Abtastrate oder Sample Rate genannt – ermöglicht anhand der zu jedem Zeitpunkt veränderten Stiftposition (x,y) zwischen zwei Stiftpositionen sowohl die Errechnung der Schreibgeschwindigkeit als auch der Schreibrichtung und über mehrere Stiftpositionen die Errechnung der Beschleunigungen, der Verlangsamungen und der Schreibpausen einer Unterschrift.
Einige der Pads arbeiten mit einer echten Abtastrate von bis zu 500 Messungen pro Sekunde, es gibt allerdings auch Geräte, bei denen die Herstellerangaben zur Sample Rate lediglich auf interpolierten Werten beruhen.
Schreibdruck (z oder p für pressure) und die zeitabhängigen Daten werden als Schriftdynamik bezeichnet, das zweidimensionale Abbild ohne Zeitstempel der Datenpunkte der Unterschrift bezeichnet man als statische biometrische Daten.
Die wichtigsten statischen und dynamischen biometrischen Merkmale, die sich aus den über ein Unterschriftenpad elektronisch erfassten Daten ableiten lassen, sind zusammenfassend:
1. zweidimensionales Schriftbild der Unterschrift (Mustererkennung)
2. Schreibgeschwindigkeit
3. Schreibrichtung
4. Reihenfolge der Segmente
5. Schreibpausen
6. Druckverlauf.

Selbst wenn eine Person ein optisch sehr ähnliches Schriftbild der Unterschrift einer anderen Person nachahmen würde, so könnte sie es ab einer bestimmten Komplexität der Unterschrift nur mit einem völlig anderen Druck- und Geschwindigkeitsverlauf. In der Regel würde eine solch nachgeahmte biometrische Unterschrift beim Vergleich durch einen Schriftsachverständigen als Fälschung erkannt werden. 
Für die forensische Analyse von Unterschriftendaten stehen für Schriftsachverständige entsprechende Computerprogramme zur Verfügung, die insbesondere die dynamischen biometrischen Unterschriftenaspekte visualisieren. Einige Programme können Unterschriftsdaten auch automatisch vergleichen, man spricht dann von Verifizierung. 
Bereits bei der Erfassung können die Qualität und die Menge der biometrischen Daten und damit der Unterschrift überprüft werden, beispielsweise um naturgemäß kurze Paraphen (Unterschriftenkürzel) zurückzuweisen. Die gewünschte Qualität der vom Unterschriftenpad übermittelten biometrischen Daten kann zumindest bei manchen Pads wiederum korrespondierend zur Wahl der Erfassungsgeräte und des gewünschten Sicherheitsniveaus justiert werden.

## Varianten Erfassungsgeräte

### Pads ohne Erfassung drucksensitiver Merkmale
Solche Pads kommen meist bei Paketzustellern zum Einsatz. Sie sind auch in USA im Handel weit verbreitet. Im Wesentlichen werden die x/y Positionen erfasst und daraus das Schriftbild, Schreibgeschwindigkeit, Schreibrichtung und Schreibpausen errechnet. Die erfasste Unterschrift kann u. a. zum Zweck einer eventuellen Beweisführung im Sinne einer Quittung gegenüber dem Paketempfänger genutzt werden oder als Nachweis, dass der Zusteller das Paket auch tatsächlich ausgehändigt hat. Für den Beweis der Aushändigung ist jedoch nach wie vor die Aussage des Zustellers und nicht die Unterschrift relevant.

### Pads mit drucksensitiven Stiften
Bei diesem Gerätetyp wird der Schreibdruck durch einen Sensor in einem Spezialstift („Digitizer“) erfasst. Die elektronische Spannungsversorgung des Stiftes erfolgt durch Kabelverbindung, Batterie oder Induktion. Für die Erfassung von Informationen über die eingesetzten Druckstufen während Unterschreibens ist die Lage des Sensors im Stift vorteilhaft: Im Gegensatz zu anderen Technologien entstehen bei der Auflage des Handballens beim Unterschreiben keine verfälschenden Signaldaten.
Diese Technik wird nicht nur bei Unterschriftenpads eingesetzt, sondern kommt auch bei vielen Tablet-PCs zum Einsatz.

### Pads mit drucksensitiver Schreibfläche ohne Display
Mitte der 90er Jahre gab es bereits die ersten reinen Unterschriftenpads aus Deutschland, die allerdings auf der Wägezellen-Technologie basierten. Mit einer entsprechenden Treibersoftware konnte während des Unterschreibens aus den unterschiedlichen Belastungen der vier Wägezellen die jeweilige x-y-Position und der Schreibdruck errechnet werden. Diese Pads konnten sich aber technisch nicht durchsetzen, da für jedes einzelne Pad die Treibersoftware für die Wägezellen kalibriert werden musste und der noch nicht entwickelte Signaturmarkt eine Investition in die Serienreife der Wägezellen verhinderte. 
Anfang des neuen Jahrtausends kamen dann erste Pads auf den Markt, die ähnlich einem Touchscreen nun auch eine druckempfindliche Schreibfläche besitzen, ohne dass sich beim Schreiben die Schreibfläche des Pads bewegt. In den USA ist diese Technik schon seit Mitte der 1980er Jahre bekannt. Sind aber klar von den Pads mit Display überholt worden.

### Pads mit Liquid Crystal Display oder E-Ink
Alle vorher beschriebenen Pads verlangten die Anzeige der Unterschrift am Bildschirm, was meist zu Irritation und ungenauer Unterschriftenaufnahme bei den Unterzeichnern führte, da sie „blind“ auf den jeweiligen Pads unterschreiben mussten. Dies betraf sowohl Pads mit drucksensitiven Stiften als auch Pads mit drucksensitiver Schreibfläche gleichermaßen. 
Eine Alternative sind Pads mit LC-Display, welche ebenfalls schon seit Mitte der 1990er Jahre am Markt verfügbar sind und die unabhängig von der Erfassung des Schreibdrucks beim Unterschreiben die Unterschrift in Echtzeit direkt unter dem Schreibstift zweidimensional anzeigen. Damit fühlen sich die Unterzeichner wesentlich sicherer, was auch das Vertrauen in die eigene Unterschrift verstärkt.
Diese Geräte gibt es in unterschiedlichen Größen – als reine Unterschriftenpads oder auch für grafische Anwendungen.

## Hersteller
Es gibt weltweit nur relativ wenige Hersteller von Unterschriftenpads. Die vier dominierenden Hersteller von reinen Unterschriftenpads kommen aus Deutschland (StepOver GmbH und Signotec), Japan (WACOM) und den USA (Topaz). Dazu gibt es noch mehrere diverse Hersteller, z. B. Motiontouch aus Großbritannien oder aus Taiwan, die jedoch aufgrund diverser Patente im Wesentlichen auf den Technologien der drei Hauptanbieter aufsetzen. Der amerikanische Hersteller Interlink wurde 2009 von Topaz aufgekauft.

## Gerätespektrum und Qualität
Die Pads der Hersteller unterscheiden sich in der Art der Erfassung der Daten, teilweise werden die Daten Punkt für Punkt an die Anwendung übergeben (Stream) oder komplett in dem Pad erfasst und als Datenpaket übertragen oder können sogar im Pad mit einem öffentlichen RSA-Schlüssel verschlüsselt werden. Dies ist u. a. dadurch bedingt, dass die jeweiligen Pads den gesetzlichen und gesellschaftlichen Rahmenbedingungen ihrer Hauptabsatzmärkte entsprechend konstruiert wurden und produziert werden. Als Beispiel sei erwähnt, dass bei einigen Geräten die Erkennung der Druckintensität bei resitiver Sensortechnologie an verschiedenen Stellen der Erfassungsoberfläche unterschiedlich ist, bei EMR (Elektromagnetischer Resonanz Technologie) ist der Druck linear da er über den Stift gemessen wird.

## Beweiskraft biometrischer Unterschriften
Basierend auf Artikel 5.2 der EU-Richtlinie von 1999 sind nach deutschem Recht zertifikatsfreie elektronische Signaturen grundsätzlich als Beweismittel vor Gericht zugelassen. Da deutsche Richter jedoch gemäß ZPO § 286 in der Würdigung von Beweismitteln frei sind, könnte der jeweilige Richter die eingebrachten Signaturen unberücksichtigt lassen. Letztlich entscheidet somit der jeweilige Richter über die Beweiskraft einer elektronischen Signatur. Es gilt daher, das Gericht von der Beweiskraft der elektronischen Signaturen und der damit verbundenen biometrischen Daten zu überzeugen. I. d. R. wird bei Bedarf ein forensischer Schriftsachverständiger mit der Identifizierung mittels biometrischer Daten einer Unterschrift beauftragt, wie auch bei Papier.
Bei elektronischen Signaturen mit biometrischen Unterschriften ist die Beweiskraft des Identifizierungsmerkmals Unterschrift von der Qualität der erfassten biometrischen Daten abhängig. Mit Anstieg dieser vom Unterschriftenpad gelieferten Werte steigt auch die Genauigkeit und damit die Qualität der biometrischen Unterschriftsdaten.